# Liberty (Missouri)
Liberty é uma cidade localizada no estado americano de Missouri, no Condado de Clay.

## Demografia
Segundo o censo americano de 2000, a sua população era de 26 232 habitantes.
Em 2006, foi estimada uma população de 29 581, um aumento de 3349 (12.8%).

## Geografia
De acordo com o United States Census Bureau tem uma área de
69,9 km², dos quais 69,8 km² cobertos por terra e 0,1 km² cobertos por água. Liberty localiza-se a aproximadamente 223 m acima do nível do mar.

## Localidades na vizinhança
O diagrama seguinte representa as localidades num raio de 12 km ao redor de Liberty.